# Nygolaimellus captivitatis
Nygolaimellus captivitatis is een rondwormensoort. De wetenschappelijke naam van de soort is voor het eerst geldig gepubliceerd in 1962 door Andrássy.